# La Flotte
La-Flotte-en-Ré (o más comúnmente La Flotte) es una comuna francesa situada en la Isla de Ré, perteneciente al departamento de Charente Marítimo dentro de la región de Nueva Aquitania. 
Su particular paisaje marino y sus monumentos (entre los que destaca la fortaleza del Fort de La Prée) le valen a esta comuna (la mayor y más poblada de la Isla de Ré) estar inscrita en la lista de Los pueblos más hermosos de Francia.

## Demografía
| 1578 | 1681 | 1737 | 1878 | 2452 | 2737 |
| Para los censos de 1962 a 1999 la población legal corresponde a la población sin duplicidades (Fuente: INSEE [Consultar]) |      |      |      |      |      |